# Sophie Morel
Sophie Morel (Issy-les-Moulineaux, 16 de desembre de 1979) és una matemàtica francesa, especialista en teoria de nombres. És professora de matemàtiques a la Universitat de Princeton (EUA). L'any 2012 va rebre un dels deu premis de la Societat Matemàtica europea.

## Biografia
Sophie Morel va estudiar a l'École Normale Supérieure de París. A l'any 2005 va acabar el seu doctorat (Ph.D) a la Universitat de Paris-Sud, sota la tutoria de Gérard Laumon. La seva tesi era un pas endavant en el programa Langlands.
Després del seu doctorat va ser Clay Research Fellow (Clay Mathematics Institute) de 2005 a 2011. Al desembre de l'any 2009 va ser seleccionada com a professora de matemàtiques a la Universitat Harvard, als EUA, esdevenint la primera catedràtica en matemàtiques d'aquella universitat.
Va ser convidada a fer una conferència al Congrés Internacional de Matemàtics l'any 2010, en la "Teoria de Nombres". L'any 2012 va rebre un dels prestigiosos premis de la Societat Matemàtica europea per investigadors joves, i al maig de 2013 va guanyar el Premi Inaugural 2014 de Recerca AWM de Microsoft dins Àlgebra i Teoria de Nombres.
En una entrevista feta l'any 2011, va reconèixer l'inici del seu interès en matemàtiques al haver comprat una revista de matemàtiques quan era estudiant i quan era de vacances en campaments d'estiu. En una entrevista (any 2012) va esmentar la seva afició esportiva a córrer llargues distàncies.

## Publicacions
- Complexes pondérés des compactifications de Baily-Borel. Le cas des variétés modulaires de Siegel J. Amer. Math. Soc. 21 (2008), 23–61 doi:10.1090/S0894-0347-06-00538-8
- On the Cohomology of Certain Non-Compact Shimura Varieties Annals of Mathematics Studies 173, Princeton University Press (2010).